# Самохвалово (Шатровський район)
Самохва́лово (рос. Самохвалово) — село у складі Шатровського району Курганської області, Росія. Адміністративний центр Самохваловської сільської ради.
Населення — 583 особи (2010, 692 у 2002).
Національний склад станом на 2002 рік: росіяни — 98 %.